# Kleny na Novém Sedle
Kleny na Novém Sedle jsou památné stromy u vsi Srní, jižně od Sušice v okrese Klatovy v Plzeňském kraji. Dva zdravé javory kleny (Acer pseudoplatanus) mají kmeny o obvodu 345 a 320 cm, jejich koruny dosahují shodně do výšky 20 m (měření 1991). Javory jsou chráněny od roku 1992 pro svůj vzrůst a jako krajinná dominanta.

## Stromy v okolí
- Javor klen u Nového Sedla I.
- Javor klen u Nového Sedla II.
- Lípy na Srní
- Dub u Vomáčků
- Smrk ztepilý